# Ignition (Remix)
"Ignition (Remix)" là một bài hát của nghệ sĩ thu âm người Mỹ R. Kelly nằm trong album phòng thu thứ sáu của ông, Chocolate Factory (2003). Nó được phát hành vào ngày 22 tháng 10 năm 2002 như là đĩa đơn đầu tiên trích từ album bởi RCA Records và Jive Records. Bài hát được viết lời và sản xuất bởi Kelly, được thu âm lần đầu tiên vào đầu năm 2002 sau khi đoạn băng cáo buộc hiếp dâm trở thành một chủ đề nóng trên các phương tiện truyền thông. Bản gốc của "Ignition" ban đầu được thu âm cho album sắp phát hành của nam ca sĩ lúc bấy giờ Loveland, nhưng sau đó album đã bị rò rỉ và Kelly quyết định thay đổi nó thành Chocolate Factory, đồng thời thu âm những bài hát mới và phối lại một số bài hát bị phát tán trên mạng, bao gồm "Ignition" sau khi mọi người yêu thích phần cuối của bản gốc, vốn sau này sẽ trở thành phần giới thiệu cho bản phối lại. Đây là một bản R&B mang nội dung đề cập đến một người đàn ông gặp gỡ và cố gắng quyến rũ một người phụ nữ xinh đẹp.
Sau khi phát hành, "Ignition (Remix)" nhận được những phản ứng tích cực từ các nhà phê bình âm nhạc, trong đó họ đánh giá cao chất giọng của Kelly cũng như quá trình sản xuất nó. Bài hát còn gặt hái nhiều giải thưởng và đề cử tại những lễ trao giải lớn, như chiến thắng tại giải thưởng âm nhạc Billboard năm 2003 cho Đĩa đơn R&B/Hip-Hop của năm. Ngoài ra, "Ignition (Remix)" cũng lọt vào danh sách những tác phẩm xuất sắc nhất mọi thời đại bởi nhiều tổ chức và ấn phẩm âm nhạc, bao gồm vị trí thứ 494 trong danh sách 500 bài hát vĩ đại nhất mọi thời đại của Rolling Stone. Bài hát cũng tiếp nhận những thành công vượt trội về mặt thương mại, đứng đầu các bảng xếp hạng ở Úc, Ireland, New Zealand và Vương quốc Anh, đồng thời lọt vào top 40 ở những thị trường khác. Tại Hoa Kỳ, nó đạt vị trí thứ hai trên bảng xếp hạng Billboard Hot 100 trong năm tuần liên tiếp, trở thành đĩa đơn thứ tám của Kelly vươn đến top 5 tại đây.
Video ca nhạc cho "Ignition (Remix)" được đạo diễn bởi Bille Woodruff, trong đó bao gồm những cảnh Kelly trình diễn bài hát trong một câu lạc bộ, bên cạnh sự xuất hiện đặc biệt từ những khách mời như Nick Cannon và David N. Feldman. Nó đã nhận được một đề cử tại giải Video âm nhạc của MTV năm 2003 cho Video R&B xuất sắc nhất. Để quảng bá bài hát, nam ca sĩ đã trình diễn nó trên nhiều chương trình truyền hình và lễ trao giải lớn, bao gồm Top of the Pops, Total Request Live và giải BET năm 2003, cũng như trong nhiều chuyến lưu diễn của anh. Được ghi nhận là bài hát trứ danh trong sự nghiệp của Kelly, "Ignition (Remix)" đã được hát lại và sử dụng làm nhạc mẫu bởi nhiều nghệ sĩ, như Robbie Williams, Adam Levine, Bruno Mars, Ed Sheeran, A Great Big World, Jess Glynne, Rixton và The Vamps, cũng như xuất hiện trong nhiều tác phẩm điện ảnh và truyền hình, bao gồm 30 Minutes or Less, Love Don't Cost a Thing, Pitch Perfect 3 và Soul Plane.

## Danh sách bài hát
Đĩa CD #1 tại châu Âu
1. "Ignition (Remix)" (radio chỉnh sửa) – 3:03
2. "Apologies Of A Thug" – 4:27
3. "Who's That" – 3:32
4. "Ignition (Remix)" (video ca nhạc) – 3:07

Đĩa CD #2 tại châu Âu
1. "Ignition (Remix)" (radio chỉnh sửa) – 3:03
2. "Soldier's Heart" – 4:36

Đĩa CD tại Hoa Kỳ
1. "Ignition (Remix)" (bản album) – 3:43
2. "Ignition (Remix)" (không lời) – 3:43
3. "A Taste Of Chocolate Factory" (đoạn trích album): "Chocolate Factory", "Imagine That", "Who's That?" – 3:21

## Xếp hạng
| Bảng xếp hạng (2003)                     | Vị trí cao nhất |
| ---------------------------------------- | --------------- |
| Úc (ARIA)                                | 1               |
| Bỉ (Ultratip Flanders)                   | 4               |
| Bỉ (Ultratip Wallonia)                   | 2               |
| Châu Âu (European Hot 100 Singles)       | 2               |
| Pháp (SNEP)                              | 38              |
| Đức (Official German Charts)             | 36              |
| Ireland (IRMA)                           | 1               |
| Hà Lan (Dutch Top 40)                    | 18              |
| Hà Lan (Single Top 100)                  | 12              |
| New Zealand (Recorded Music NZ)          | 1               |
| Scotland (OCC)                           | 1               |
| Thụy Điển (Sverigetopplistan)            | 46              |
| Anh Quốc (OCC)                           | 1               |
| Anh Quốc R&B (OCC)                       | 1               |
| Hoa Kỳ Billboard Hot 100                 | 2               |
| Hoa Kỳ Hot R&B/Hip-Hop Songs (Billboard) | 2               |
| Hoa Kỳ Pop Airplay (Billboard)           | 1               |
| Hoa Kỳ Rhythmic (Billboard)              | 1               |

| Bảng xếp hạng (2003)                 | Vị trí |
| ------------------------------------ | ------ |
| Australia (ARIA)                     | 10     |
| Australia Urban (ARIA)               | 5      |
| Europe (European Hot 100 Singles)    | 43     |
| Ireland (IRMA)                       | 4      |
| Netherlands (Dutch Top 40)           | 114    |
| Netherlands (Single Top 100)         | 81     |
| New Zealand (Recorded Music NZ)      | 18     |
| UK Singles (Official Charts Company) | 3      |
| US Billboard Hot 100                 | 2      |
| US Hot R&B/Hip-Hop Songs (Billboard) | 2      |
| US Pop Songs (Billboard)             | 9      |
| US Rhythmic (Billboard)              | 9      |

| Bảng xếp hạng (2000-09)              | Vị trí |
| ------------------------------------ | ------ |
| UK Singles (Official Charts Company) | 77     |
| US Billboard Hot 100                 | 74     |
| US Hot R&B/Hip-Hop Songs (Billboard) | 60     |

| Bảng xếp hạng                        | Vị trí |
| ------------------------------------ | ------ |
| UK Singles (Official Charts Company) | 154    |
| US Billboard Hot 100                 | 550    |

## Chứng nhận
| Quốc gia                                                                           | Chứng nhận  | Số đơn vị/doanh số chứng nhận |
| ---------------------------------------------------------------------------------- | ----------- | ----------------------------- |
| Úc (ARIA)                                                                          | Bạch kim    | 70.000^                       |
| New Zealand (RMNZ)                                                                 | Bạch kim    | 10.000*                       |
| Anh Quốc (BPI)                                                                     | 2× Bạch kim | 1,255,050                     |
| * Chứng nhận dựa theo doanh số tiêu thụ. ^ Chứng nhận dựa theo doanh số nhập hàng. |             |                               |